# 新察里昌卡
46°15′21″N 29°52′47″E / 46.25583°N 29.87972°E
新察里昌卡（烏克蘭語：Нова Царичанка）是位於烏克蘭西南部的村莊，由敖德萨州裡比爾霍羅德-德涅斯特羅夫斯基區的舊科扎切市鎮負責管轄。該村始建於1824年，面積2.73平方公里，2001年人口849，人口密度每平方公里311人。